# Muxagata (Vila Nova de Foz Côa)
Muxagata es una freguesia portuguesa del municipio de Vila Nova de Foz Côa, con 27,36 km² de superficie y 403 habitantes (2001). Su densidad de población es de 14,7 hab/km².